# Никокадо Авокадо
Ни́колас Пе́рри (англ. Nicholas Perry; более известный под псевдонимом Nikocado Avocado; род. 19 мая 1992, Херсон, Херсонская область, Украина) — американский видеоблогер, наиболее известный своими видео с мокпаном на YouTube.

## Биография

### Ранние годы
Родился 19 мая 1992 года в Херсоне, Украина. В младенчестве он был усыновлён американской семьёй и вырос в Филадельфии, штат Пенсильвания.
Перри учился в колледже. В период с 2011 по 2012 год Николас зарабатывал на жизнь будучи внештатным скрипачом и работником Home Depot, а в 2013 году переехал в Нью-Йорк, чтобы осуществить свою мечту — играть в бродвейском оркестре. Однако ему было трудно зарабатывать на жизнь в городе, который полон другими талантливыми музыкантами.

### Интернет-карьера
Хоум, у которого уже был канал на YouTube, предложил Перри создать себе собственный в 2014 году. Его канал, названный Nikocado Avocado, в то время состоял из блогов о веганстве, образе жизни и музыкальных выступлений. 1 сентября 2016 года Перри выпустил видео с объяснением, почему он больше не хочет быть веганом на YouTube, где он высказал свое разочарование веганским сообществом, которое он назвал «неуравновешенным, враждебным и психически нездоровым».
С 2016 года Перри начал снимать видео с мукбангом, став одним из первых мужчин в США, принявших участие в этой тематике, а его первое видео с мукбангом за пару недель набрало 50 000 просмотров. В его первых видеороликах с мукбангом был показан его домашний попугай, сидящий у него на плече во время питания.
Николас был показан на канале Comedy Central Tosh.0 в 2018 году. Он также присутствует на платформах помимо YouTube, таких как Cameo, TikTok, Twitter, Facebook, Instagram, Patreon, и OnlyFans. Он говорит, что у него происходили маниакальные эпизоды из-за неправильного питания, и что он использует свои неприятные ситуации в своих интересах, используя кликбейт, чтобы повышать просмотры своих видео. Он весил более 371 фунт, что составляло 168 кг.
В интервью 2019 года Перри сказал, что планирует создавать видео о мукбанге только «на протяжении пары лет» и что «это очень вредно для здоровья». Многочисленные эмоционально бурные видео, загруженные им, также заставили людей усомниться в состоянии психического здоровья мукбангера. 18 сентября 2021 года он заявил, что сломал рёбра после нескольких месяцев «чрезмерного сильного кашля».
Согласно интервью Перри журналу MEL Magazine в 2021 году, многие из его онлайн-конфликтов подстроены им самим в интересах на благо карьеры, ссылаясь на его прошлое образование в области исполнительского искусства и его желание сыграть роль злодея.
В сентябре 2024 года Перри опубликовал на Youtube видео под названием «Two Steps Ahead», в котором продемонстрировал, что сбросил более 110 килограмм за два года. В этом же видео он объявил, что ролики на его канале были «социальным экспериментом».

## Личная жизнь
Перри — открытый гей. Согласно видео 2016 года, он впервые встретился с Орлином Хоумом через веганскую группу в Facebook. После нескольких месяцев онлайн-общения Хоум приехал из Колумбии, чтобы встретиться с Перри на фестивале фруктов в Вудстоке. Они начали отношения после совместного путешествия по Центральной Америке, а в начале 2014 года Перри оставил свою музыкальную карьеру, чтобы поселиться с Хоумом в Колумбии
Из-за резкого набора веса Николаса в последние годы страдал ожирением, многие фанаты и ютуберы стали беспокоиться о его здоровье. В 2019 году Перри рассказал Men’s Health, что страдает эректильной дисфункцией и потерей либидо в результате переедания. В 2021 году он сообщил своим зрителям, что он классифицируется как инвалид и ездит на мобильном скутере. Иногда в его видеороликах его можно увидеть в маске CPAP, устройстве, предназначенном для людей с апноэ во сне.

## Конфликты
В декабре 2019 года мукбангер Стефани Су обвинила Николаса Перри в домогательствах к ней, отправке ей текстовых сообщений и фотографировании внутри её дома. Перри опубликовал ответное видео против заявлений Су, в котором он показал сделанные им фотографии и утверждал, что она полностью знала об их создании. Он также показал их текстовые разговоры, заявляя, что Су предложила ему запланированное сотрудничество. Зак Чой, который когда-то присоединился к Перри и Су в сотрудничестве, позже заявил, что нанял адвоката для рассмотрения заявлений Перри, хотя никаких судебных исков так и не было. Позже Николас сказал, что он и Су инсценировали вражду в пользу своих карьер.